# Eodorcadion jakovlevi
Eodorcadion jakovlevi es una especie de escarabajo longicornio perteneciente al género Eodorcadion, categorizada en la tribu Dorcadionini, de la subfamilia Lamiinae. Fue descrita por Suvorov en 1912.
El período de actividad en los ejemplares adultos se presenta durante el mes de junio.

## Descripción
Mide 13-17 mm de longitud.

## Distribución
Se distribuye por Asia: en China.